# Antocha intermedia
Antocha intermedia är en tvåvingeart som först beskrevs av Edwards 1928.  Antocha intermedia ingår i släktet Antocha och familjen småharkrankar. Inga underarter finns listade i Catalogue of Life.